# Morti nel 1419
| Questa pagina contiene informazioni ricavate automaticamente dalle voci biografiche con l'ausilio del template Bio e di un bot. L'aggiornamento è periodico e automatico e ricostruisce completamente la pagina. Se manca una persona in questa lista, sei pregato di non aggiungerla, ma accertati piuttosto che la sua voce biografica contenga il template Bio e che i dati anagrafici siano correttamente compilati. Se il template Bio manca, inseriscilo tu stesso o, in alternativa, metti l'avviso {{tmp\|Bio}} che ne segnala la mancanza. Se i dati riportati sono sbagliati, correggi direttamente la voce biografica; le modifiche saranno visibili in questa lista entro pochi giorni. Per chiarimenti vedi il progetto biografie. La lista contiene solo le 27 persone che sono citate nell'enciclopedia e per le quali è stato implementato correttamente il template Bio. Pagina aggiornata al 2 mag 2025. |

- 10 febbraio - Ulrich Ensingen, architetto tedesco (n. 1359)
- 5 aprile - Vincenzo Ferreri, presbitero e santo spagnolo (n. 1350)
- 7 aprile - Joan FitzAlan, nobile britannica (n. 1347)
- 10 giugno - Giovanni Dominici, cardinale, arcivescovo cattolico e scrittore italiano
- 11 giugno - Rodolfo III di Sassonia-Wittenberg, duca (n. 1373)
- 28 giugno - Amedeo di Saluzzo, cardinale italiano
- 2 luglio - Eberardo IV di Württemberg, conte tedesco (n. 1388)
- 11 luglio - Stella de' Tolomei, nobildonna italiana
- 16 agosto - Venceslao di Lussemburgo, sovrano (n. 1361)
- 20 agosto - Giorgio di Liechtenstein, vescovo cattolico austriaco
- 10 settembre - Giovanni di Borgogna, nobile (n. 1371)
- 15 ottobre - Jeongjong di Joseon, re coreano (n. 1357)
- 22 dicembre - Giovanni XXIII, cardinale, vescovo cattolico e mercante italiano
- Grigorij Camblak, scrittore e religioso bulgaro (n. 1364)
- Andreasio Cavalcabò, politico italiano
- Marguerite de Thibouville, nobildonna francese (n. 1362)
- Dervish Khan, condottiero mongolo
- Edigu, condottiero mongolo (n. 1352)
- Ulrico V di Hanau, nobile tedesco (n. 1368)
- Kadirberdi, condottiero mongolo
- Pietro Nelli, pittore italiano
- Antonio Pardini, scultore e architetto italiano
- Jan Ptáček di Pirkštejn, nobile e politico boemo (n. 1388)
- Signorino de Amadeo, giurista italiano (n. 1350)
- Filippa della Tavola, italiana (n. 1395)
- Tsongkhapa, monaco buddhista tibetano (n. 1357)
- Ruggero di Moncada, nobile, politico e militare spagnolo